# Валентиров, Сергей Васильевич
Сергей Васильевич Валентиров (укр. Сергій Васильович Валентиров; род. 7 августа 1978 года, г. Бердянск Запорожской области Украинской ССР) — украинский предприниматель и государственный деятель, депутат Верховной рады Украины VIII созыва (2014—2019).

## Биография
Родился 7 сентября 1978 года в городе Бердянске Запорожской области Украинской ССР.
С 1996 года работал тренером-преподавателем в спортклубе «Энергия» при городском дворце спорта. С 1999 года работал в ООО «Канон»: инженером отдела маркетинга, потом заместителем директора, с января 2005 года — директором.
В 2005 году окончил Бердянский государственный педагогический университет.
Позднее стал директором ООО «Торговый дом «Агринол», также входил в Наблюдательный совет ЧАО «Бердянские жниварки».
На досрочных парламентских выборах 2014 года избран народным депутатом Верховной рады Украины VIII созыва по избирательному округу № 81 Запорожской области, в парламенте вошёл во фракцию «Блок Петра Порошенко». В парламенте вошёл в состав комитета по вопросам экологической политики, охраны природы и ликвидации последствий Чернобыльской катастрофы.
25 декабря 2018 года включён в список украинских физических лиц, против которых российским правительством введены санкции.